# 아쓰미정 (아이치현)
아쓰미정(渥美町)은 아이치현 최남에 위치한 정이다. 2005년 10월 1일에 다하라시에 편입되었다.

## 지리
아쓰미 반도의 선단부에 있으며 북쪽은 미카와 만, 남쪽은 태평양에 접해 있다.또한 이라코 수도를 사이에 두고 시마 반도와 대치하고 있다.이라코미사키 앞바다에는 미시마 유키오의 소설 「시오소」로 유명한 신도(행정 구분으로서는 도바시에 속한다)가 있다.
지형으로는 저산부·구릉부와 평탄부로 크게 나뉜다. 아카이시산맥 계열의 남단이 돌출되어 마을 동부에서 중앙부를 관통하여 끝에 걸쳐 300m 정도의 산들을 이루고 있다. 그 주변으로 바다에 접해 평지가 펼쳐져 있다.마을 북서부에 가장 평탄한 지형이 형성되어 있다.
태평양측은 히데노 이시몬에서 시즈오카현의 시오미자카까지는 가타하마 13리라고 하는 모래사장이다. 또한 끝에서 삼하만 쪽으로는 서산사구가 있고, 그 너머 복강만에는 사주가 발달해 있다.

## 역사
1955년 4월 15일 후쿠에정, 이라고미사키촌, 이즈미촌의 1촌 2촌이 합병하면서 형성되었다. 승문 시대에는 사람들이 살았던 것으로 알려졌으며, 승문 시대의 이카와즈, 야스미 등의 패총에서는 인골이 출토되고 있다. 헤이안 말기부터 가마쿠라 시대의 옛 가마터로서 국가 및 현 사적으로 지정된 이라코 도다이지 기와 가마터가 있으며, 또한 마을 대부분이 이세 신궁령이 되는 등 바다를 사이에 둔 대안과의 교류가 깊었음을 알 수 있다. 에도 시대에는 다하라 번의 미야케 씨 등의 다이묘령, 덴령, 하타모토 지행지, 절령이 혼재하고 있었다.
쇼와 중기까지는 어업이 이 지역 생계의 중심이었다. 현재의 아쓰미 마을에 해당하는 지역은 토양의 질이 나쁘고 수원 확보가 어렵기 때문에 농업은 이 마을의 큰 산업이 될 수 없었다. 그러나 1968년 도요카와 용수가 최종 저수지인 초립댐 건설로 완성되어 대규모 토양 개량을 실시한 결과 전국 유수의 대규모 근교 농업 지대로 발전하였다.
또한 1971년 주부전력 화력발전소가 가동을 시작하면서 마을 재정도 풍부해졌으나 나중에는 발전설비의 노후화로 축소되고 있었다.그에 따라 마을의 재정도 어려워지고 관광 부진도 있어 2001년 10월에는 같은 아쓰미 군을 구성하고 있던 다하라 정, 아카바네 정과 함께 대등 합병을 위한 법정 협의회를 설치하였다. 그러나, 아쓰미쵸측이 신시명으로 군과 반도의 이름이기도 한 「아쓰미시」를 주장한 것에 대해, 재정력이 풍부한 다하라정 측이 「다하라시」를 추진한 것 등에서 2002년 7월에는 법정 협의회를 휴지, 동년 10월에 협의회를 해산했다.

## 경제
농업은 채소, 과일·꽃 등 근교 원예농업이 성행하고 농업생산액은 일본에서도 톱클래스이다(2003년 농업생산액 전국에서 3위).도요하시시, 다하라시와 더불어 전아쓰미 반도가 일본을 대표하는 대농업 지역이기도 하다.
꽃 재배는 전조등 국화가 특히 유명하다.가을부터 겨울에 걸친 아쓰미 마을을 포함한 아쓰미 반도의 밤은 비닐하우스 너머의 빛에 고등학교로 비치고 있다.
어업도 예로부터 성행하였으며, 특히 김 양식, 바지락이 유명하나 쇼와 40년대를 기점으로 쇠퇴하고 있다.덧붙여 쇼와 20년대에는 김 모종을 타지역에 파는 것으로 이익을 얻고 있었지만, 이권을 둘러싼 현지 유력자들에 의한 생생한 싸움을 적은 것이 스기우라 아키헤이의 「노리다 소동기」(1953년, 미래사, 현재는 고단샤 문예문고에서 복각)이다.
관광업에도 오랜 세월 공을 들여 왔으며, 시마자키 후지무라의 시 「야시 열매」에 불려진 이라코 곶의 아름다운 풍경과 해수욕장 등이 있다. 그러나 합병 10여년 전부터 관광객 이탈에 시달려 관광의 핵심 중 하나였던 이라코 플라워 파크도 2005년 3월 문을 닫았다.

## 교통

### 도로
- 국도 제42호선
- 국도 제259호선